# Pehr Arenander
Pehr Arenander, född 10 april 1762, död 19 maj 1819 i Säby församling, Jönköpings län, var en svensk präst och riksdagsman. 

## Biografi
Pehr Arenander föddes 1762. Han var son till komministern i Eds kapellförsamling. Arenander blev 1780 student vid Uppsala universitet och avlade magisterexamen vid universitet 1788. Han blev vikarierande kollega vid Västerviks trivialskola 1788 och ordinarie kollega 1789. År 1791 blev han vikariarena rektor vid trivialskolan och 1795 gymnasieadjunkt vid Katedralskolan, Linköping. Arenander blev 1800 lektor vid Katedralskolan och 1805 prästvigdes han. Han blev 1810 kyrkoherde i Slaka församling. Arenander var riksdagsman vid Riksdagen 1815 och 1817–1818. År 1817 blev han kyrkoherde i Säby församling och 1818 teologie doktor. Arenander avled 1819 i Säby församling.

### Familj
Arenander gifte sig 1799 med Helena Catharina Meyer. Hon var dotter till en apotekare i Västervik.